# Локосово
Локо́сово (рос. Локосово) — село у складі Сургутського району Ханти-Мансійського автономного округу Тюменської області, Росія. Адміністративний центр Локосовського сільського поселення.
Населення — 3410 осіб (2010, 3840 у 2002).
Національний склад станом на 2002 рік: росіяни — 69 %.
Раніше існувало 2 населених пункти — Локосово та Нагорний, які були об'єднані.